# Whiterock
Whiterock är ett distrikt i västra Belfast i Nordirland, känt för den rad incidenter som inträffat under The Troubles i Nordirland.